# Giovanni di Bartolomeo Cristiani

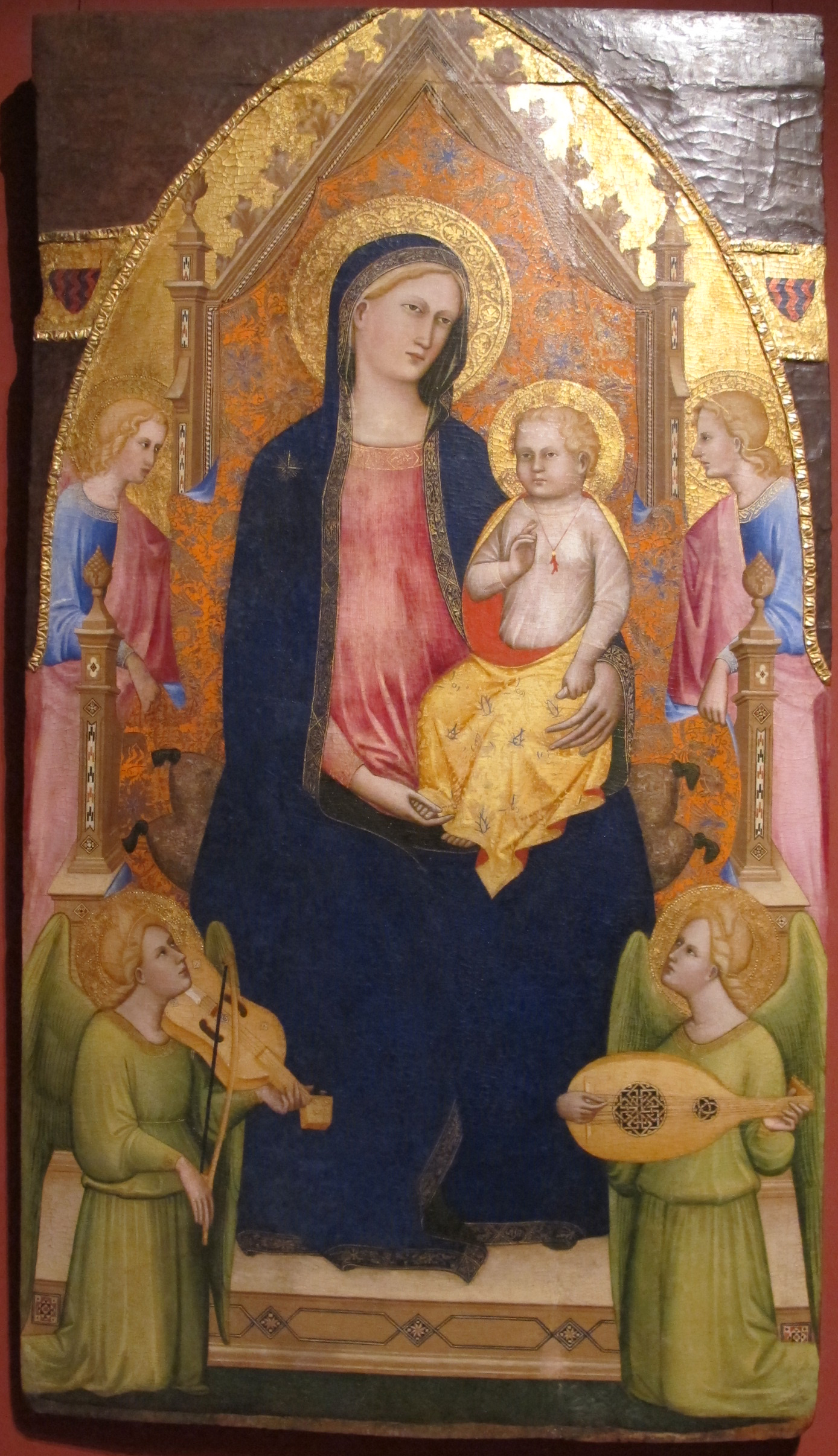
Maestà, Pushkin Museum, Moscù

Giovanni di Bartolomeo Cristiani (nacido hacia 1340, fallecido hacia 1398) fue un pintor italiano, activo durante el siglo XIV en la ciudad de Pistoya, donde probablemente nació. Se le relaciona con otros pintores toscanos de la Escuela florentina como Giovanni del Biondo, Jacopo di Cione o Nardo di Cione.

## Obras

### En Pistoya
Se atribuyen a Cristiani varias obras en Pistoya, entre las que destacan el altar de San Juan el Bautista (hacia 1370), conservado en la iglesia de San Giovanni Fuorcivitas; el San Cristóbal del convento agustino de San Lorenzo; las Historias de los santos Antonio y Ludovico de la iglesia de San Francisco y el fresco de la Anunciación del Oratorio de los Rossi o de los Disciplinantes de Santa Maria dei Servi en la iglesia de la Santissima Annunziata, datado en 1396.

### En otras ciudades
En Florencia, Cristiani pintó el altar de la Virgen entronizada con el niño y santos de la iglesia de San Ambrosio de Florencia. En la iglesia de San Miguel de Crespina se conserva la Virgen con el niño y ángeles músicos.
Un políptico de La Virgen con niño y santos se encuentra hoy dividido en tres museos. La parte con San Romualdo y San Andrés se conserva en el Museo del Hermitage de San Petersburgo, la Virgen con niño y ángeles en el Museo Pushkin de Moscú y Santo Domingo y San Bartolomé al Museo Bandini de Fiesole.